# Więzy zła
Więzy zła (ang. Mercy) – amerykański thriller erotyczny z 2000 roku. Adaptacja powieści Davida L. Lindsey.

## Treść
Detektyw Catherine Palmer prowadzi śledztwo w sprawie seryjnego mordercy kobiet. Podczas śledztwa spotyka na swojej drodze Vickie Kittrie, która wprowadza ją do elitarnego klubu kobiet zafascynowanych tematyką erotyki i sadomasochizmu. Catherine stwierdza, że wszystkie ofiary należały do tego klubu, co skłania ją do głębszego spenetrowania tego środowiska. Równocześnie przeżywa lesbijską fascynację Vickie.

## Główne role
- Ellen Barkin - Detektyw Catherine Palmer
- Wendy Crewson - Bernadine Mello
- Peta Wilson - Vickie Kittrie
- Karen Young - Mary
- Julian Sands - Dr Dominick Broussard
- Stephen Baldwin - Mechanik
- Marshall Bell - Gil Reynolds
- Beau Starr - Porucznik Fritch
- Bill MacDonald - John Beck
- Stewart Bick - Cushing